# Архітектура вибору
Архітектура вибору — це конструювання різних способів, якими вибір може бути представлений особам, які приймають рішення, і вплив цього представлення на прийняття рішень. Наприклад, кожне з наступного:
- кількість запропонованих варіантів[1]
- спосіб опису атрибутів[2]
- наявність варіанту «за замовчуванням»[3][4]

можуть впливати на вибір споживача. Як наслідок, прихильники лібертаріанського та асиметричного патерналізму та схвалили навмисне розроблення архітектури вибору, щоб спонукати споживачів до особисто та соціально бажаної поведінки, як-от заощадження на пенсію, вибір здоровішої їжі або реєстрація як донора органів. Ці втручання часто виправдані  у тому, що добре розроблені архітектури вибору можуть компенсувати ірраціональні упередження у прийнятті рішень для покращення добробуту споживачів. Згодом ці методи стали популярними серед політиків, що призвело, наприклад, до створення Британської групи аналізу поведінки та «підрозділу підштовхування» Білого дому. Хоча багато вчених-біхевіорістів підкреслюють, що не існує нейтральної архітектури вибору і що споживачі зберігають автономію та свободу вибору, незважаючи на маніпуляції архітектурою вибору, критики лібертаріанського патерналізму часто стверджують, що архітектури вибору, розроблені для подолання ірраціональних упереджень у прийнятті рішень, можуть призвести до витрат для раціональних агентів, наприклад, обмежуючи вибір або підриваючи повагу до індивідуальної людської волі та моральної автономії. Крім того, це може призвести до темних паттернів через проблему «Принципал–агент».

## Фон
Термін «архітектура вибору» був введений Річардом Талером і Кассом Санстайном у їхній книзі «Підштовхування: покращення рішень щодо здоров’я, багатства та щастя» у 2008 році. Талер і Санстайн схвалили продуманий дизайн архітектури вибору як засіб покращення прийняття рішень споживачем шляхом мінімізації упереджень і помилок, які виникають у результаті обмеженої раціональності. Цей підхід є прикладом «лібертаріанського патерналізму», філософії, схваленої Талером і Санстайном, яка спрямована на «підштовхування» людей до вибору, який відповідає їхнім інтересам, не обмежуючи вибір. Лібертаріанський патерналізм також можна описати як м'який патерналізм.
Вчені-біхевіористи по-різному згрупували елементи архітектури вибору. Наприклад, Талер, Санстайн і John P. Balz зосередилися на наступних «інструментах» архітектури вибору: значення за замовчуванням, очікування помилки, розуміння відображень (що передбачає дослідження різних способів, як представлення інформації впливає на порівняння варіантів), надання зворотного зв'язку, структурування складного вибору і створення стимулів. Інша група провідних біхевіорістів створила типологію елементів архітектури вибору, розділивши їх на ті, що структурують набір варіантів вибору, і ті, що описують вибір. Приклади структурування набору варіантів вибору включають: кількість альтернатив, допоміжні засоби прийняття рішень, значення за замовчуванням і вибір у часі. Опис вибору включає: параметри та атрибути поділу і атрибути проєктування.

## Елементи

### Зменшення перевантаження вибором
Класична економіка передбачає, що надання більшої кількості варіантів загалом покращить споживчу корисність або принаймні залишить її незмінною. Проте кожен додатковий вибір вимагає додаткового часу та уваги для оцінки, що потенційно переважує переваги більшого вибору. Поведінкові економісти показали, що в деяких випадках надання споживачам великого вибору може призвести до зниження мотивації до вибору та зниження задоволеності вибором після того, як він зроблений. Це явище часто називають перевантаженням вибором, надмірним вибором або тиранією вибору. Однак важливість цього ефекту значно відрізняється в різних ситуаціях. Архітектори вибору можуть зменшити перевантаження вибором, обмежуючи альтернативи або надаючи інструменти підтримки прийняття рішень.
Архітектори вибору можуть обмежити вибір; однак обмеження вибору можуть призвести до зниження добробуту споживачів. Це пояснюється тим, що чим більша кількість варіантів, тим більша ймовірність того, що набір вибору включатиме оптимальний вибір для будь-якого конкретного споживача. У результаті ідеальна кількість альтернатив залежатиме від когнітивних зусиль, необхідних для оцінки кожного варіанту, а також від неоднорідності потреб і переваг споживачів. Є приклади того, як споживачі почуваються гірше з багатьма варіантами, а не з меншою кількістю варіантів інвестицій у соціальне забезпечення та планів медичного страхування Medicare.
Оскільки рішення про споживання все частіше переміщуються в Інтернет, споживачі покладаються на пошукові системи та системи рекомендацій продуктів, щоб знайти та оцінити продукти та послуги. Ці типи засобів пошуку та прийняття рішень скорочують час і зусилля, пов'язані з пошуком інформації, але також мають можливість тонко формувати рішення залежно від того, які продукти представлені, контексту презентації та способу їх ранжування та порядку. Наприклад, дослідження споживчих товарів, таких як вино, показало, що розширення роздрібної торгівлі онлайн спростило для споживачів збирання інформації про продукти та порівняння альтернатив, завдяки чому вони краще реагують на інформацію про ціну та якість.

### Значення за замовчуванням
Численні дослідження показали, що за інших рівних умов споживачі з більшою ймовірністю обиратимуть варіанти за замовчуванням. За замовчуванням визначається рамка вибору, у якій один варант попередньо вибрано, так що люди повинні вжити активних заходів для вибору іншого варіанту.
Було запропоновано кілька механізмів, щоб пояснити вплив значень за замовчуванням. Наприклад, люди можуть інтерпретувати значення за замовчуванням як рекомендації створювача політик, когнітивні упередження, пов'язані з несприйняттям втрат, як-от упередження статус-кво або ефект володіння, можуть працювати, або споживачі можуть не відмовитися від значення за замовчуванням через пов'язані зусилля. Важливо зазначити, що ці механізми не виключають один одного, і їхній відносний вплив, ймовірно, буде різним залежно від контексту прийняття рішень.
Типи замовчування включають прості замовчування, коли один вибір автоматично вибирається для всіх споживачів, примусовий вибір, коли продукт або послуга забороняється, доки споживач не зробить проактивний вибір, і сенсорні замовчування, за яких вибір попередньо вибрано на основі іншої інформації, яка була зібрана про конкретних споживачів. На вибір, який робиться неодноразово, також можуть впливати параметри за замовчуванням, наприклад, постійні параметри за замовчуванням можуть постійно скидатися незалежно від попередніх рішень, тоді як повторювані параметри за замовчуванням «запам'ятовують» минулі рішення для використання як параметри за замовчуванням, а прогнозні параметри за замовчуванням використовують алгоритми для встановлення значень за умовчанням на основі іншої пов'язаної поведінки.
Одним із найбільш часто цитованих досліджень про силу значень за замовчуванням є приклад донорства органів. Одне дослідження показало, що показники реєстрації донорів були вдвічі вищими, коли потенційним донорам доводилося відмовлятися від реєстрації порівняно з реєстрацією донорів. Проте вплив значень за замовчуванням було продемонстровано в ряді областей, включаючи інвестиції і страхування.

### Вибір з часом
Вибір із результатами, які виявляться в майбутньому, залежатиме від кількох упереджень. Наприклад, люди, як правило, короткозорі, віддаючи перевагу позитивним результатам у сьогоденні, часто за рахунок майбутніх результатів. Це може призвести до таких поведінкових проявів, як переїдання або надмірні витрати в короткостроковій перспективі за рахунок довгострокових наслідків для здоров'я та фінансової безпеки. Крім того, індивідуальні прогнози щодо майбутнього, як правило, бувають неточними. Коли майбутнє невизначене, вони можуть переоцінювати ймовірність помітних або бажаних результатів і, як правило, занадто оптимістичні щодо майбутнього, наприклад, припускаючи, що в майбутньому вони матимуть більше часу та грошей, ніж насправді.
Проте дослідження показують, що є кілька способів структурувати архітектуру вибору, щоб компенсувати або зменшити ці упередження. Наприклад, дослідники продемонстрували покращення процесу прийняття рішень, привернувши увагу до майбутніх результатів рішень або наголошуючи на другому найкращому варіанті. Крім того, обмежені в часі пропозиції можуть допомогти зменшити прокрастинацію.

### Поділ варіантів та атрибутів
Спосіб групування варіантів і атрибутів впливає на вибір, який робиться. Приклади такого поділу варіантів включають поділ сімейного бюджету на категорії (наприклад, орендна плата, харчування, комунальні послуги, транспорт тощо) або категорії інвестицій у портфелі (наприклад, нерухомість, акції, облігації тощо), тоді як приклади поділу атрибутів включають спосіб, у який атрибути групуються разом, наприклад, мітка може групувати кілька пов'язаних атрибутів разом (наприклад, зручно) або перераховувати їх окремо (наприклад, короткий час роботи, невелике очищення, низьке обслуговування). Кількість і тип цих категорій є важливими, оскільки люди мають тенденцію рівномірно розподіляти обмежені ресурси між собою. Люди схильні розподіляти інвестиції між варіантами, переліченими в планах 401K вони віддають перевагу рівному розподілу ресурсів і витрат між окремими особами (за інших рівних умов) і упереджено призначають однакові ймовірності всім подіям, які можуть статися. У результаті сукупне споживання може змінюватися кількістю та видами категоризацій. Наприклад, покупців автомобілів можна підштовхнути до більш відповідальних покупок шляхом перерахування практичних атрибутів (пробіг бензину, безпека, гарантія тощо) та об'єднання менш практичних атрибутів (тобто швидкість, радіо та дизайн згруповані разом як «стильність»).

### Уникнення перевантаження атрибутами
Споживачі оптимально врахували б усі атрибути продукту, вибираючи між варіантами. Однак через когнітивні обмеження споживачі можуть зіткнутися з проблемами, схожими на зважування багатьох атрибутів, що й оцінка багатьох варіантів. У результаті архітектори вибору можуть обмежити кількість атрибутів, зваживши когнітивні зусилля, необхідні для розгляду кількох атрибутів, проти цінності покращеної інформації. Це може викликати труднощі, якщо споживачам цікаві різні атрибути, але онлайн-форми, які дозволяють споживачам сортувати за різними атрибутами, повинні мінімізувати когнітивні зусилля для оцінки багатьох варіантів без втрати вибору.

### Переклад атрибутів
Подання інформації про атрибути також може зменшити когнітивні зусилля, пов'язані з обробкою, і зменшити кількість помилок. Як правило, цього можна досягти шляхом підвищення оцінюваності та порівнянності атрибутів. Одним із прикладів є перетворення загальновживаних показників у ті, які, як можна припустити, цікавлять споживачів. Наприклад, архітектори вибору можуть перевести нелінійні показники (включаючи щомісячні кредитні платежі або милі за галон) у відповідні лінійні показники (у цьому випадку період окупності, пов'язаний з кредитним платежем, або галони на 100 миль). Архітектори вибору також можуть впливати на рішення, додаючи оціночні позначки (наприклад, добре проти погано або високо проти низько) до числових показників, чітко обчислюючи наслідки (наприклад, перераховуючи споживання енергії на викиди парникових газів), або змінюючи масштаб показника (наприклад, перелік місячних витрат порівняно з річними).

## Приклади
Концепція архітектури вибору існує в багатьох областях. Дивіться, наприклад, роботу Б. Дж. Фогга про комп'ютери як технології переконання; концепція довірчого маркетингу, описана Сетом Годіном. Архітектура вибору також схожа на концепцію «евристики», або маніпуляції, яка змінює результати, не змінюючи основних уподобань людей, описану політологом Вільямом Рікером. Архітектура вибору була реалізована в кількох державних і приватних сферах політики. Варіанти плану Save More Tomorrow (розробленого Річардом Талером і Шломо Бенарці), згідно з яким люди зобов'язуються заздалегідь розподілити частину майбутнього підвищення зарплати на заощадження, були прийняті компаніями для збільшення пенсійних заощаджень співробітників.
Лев Вірін і Майкл Трампер застосували концепцію архітектури вибору для управління проєктами. Вони запропонували інженерію вибору як структуру вибору, пов'язану з архітектурою, для покращення проєктних рішень. Керівники проєктів роблять передбачувані, повторювані розумові помилки, які можуть призвести до провалу проєкту. Інженерія вибору — це створення процесів або середовища, у якому керівники проєктів будуть спрямовані на прийняття кращих рішень, а не на обов'язкове виконання цих виборів. Прикладами таких процесів можуть бути використання контрольних списків і шаблонів, запровадження аудиту проєкту замість прямого контролю, забезпечення повного розкриття інформації для членів команди проєкту, покращення освіти з управління проєктами та інші процеси. Вірін і Трампер стверджували, що в багатьох випадках, особливо для невеликих проєктів, було б більш вигідно використовувати інженерію вибору, а не суворі та складні процеси управління проєктами.

## Критика
Втручання в архітектуру вибору можуть не дати бажаного результату з кількох причин. По-перше, індивідуальні відмінності можуть змусити споживачів по-різному реагувати на інформацію. Наприклад, було показано, що ліберали та консерватори по-різному реагують на інформацію про екологічні наслідки поведінки, пов'язаної з енергією тоді як індивідуальна схильність до числення також пов'язана з різними реакціями на архітектуру вибору. Друга велика проблема полягає в оцінці того, чи справді архітектури вибору покращують процес прийняття рішень. Один із способів оцінити це — оцінити досвід споживачів після того, як вибір зроблено як у короткостроковій, так і в довгостроковій перспективі.

## Термінологія
- Архітектор вибору — це особа, яка формує варіанти (наприклад, той, хто вибирає, як суміжні продукти виставлятимуться в супермаркеті).
- Лібертаріанський патерналізм — це ідея про те, що для приватних і державних інституцій можливо і законно впливати на поведінку, поважаючи при цьому свободу вибору.[49]